# Danse aérienne
 (septembre 2022).
La mise en forme du texte ne suit pas les recommandations de Wikipédia : il faut le « wikifier ».
Les points d'amélioration suivants sont les cas les plus fréquents. Le détail des points à revoir est peut-être précisé sur la page de discussion.
- Les titres sont pré-formatés par le logiciel. Ils ne sont ni en capitales, ni en gras.
- Le texte ne doit pas être écrit en capitales (les noms de famille non plus), ni en gras, ni en italique, ni en « petit »…
- Le gras n'est utilisé que pour surligner le titre de l'article dans l'introduction, une seule fois.
- L'italique est rarement utilisé : mots en langue étrangère, titres d'œuvres, noms de bateaux, etc.
- Les citations ne sont pas en italique mais en corps de texte normal. Elles sont entourées par des guillemets français : « et ».
- Les listes à puces sont à éviter, des paragraphes rédigés étant largement préférés. Les tableaux sont à réserver à la présentation de données structurées (résultats, etc.).
- Les appels de note de bas de page (petits chiffres en exposant, introduits par l'outil «  Source ») sont à placer entre la fin de phrase et le point final[comme ça].
- Les liens internes (vers d'autres articles de Wikipédia) sont à choisir avec parcimonie. Créez des liens vers des articles approfondissant le sujet. Les termes génériques sans rapport avec le sujet sont à éviter, ainsi que les répétitions de liens vers un même terme.
- Les liens externes sont à placer uniquement dans une section « Liens externes », à la fin de l'article. Ces liens sont à choisir avec parcimonie suivant les règles définies. Si un lien sert de source à l'article, son insertion dans le texte est à faire par les notes de bas de page.
- La présentation des références doit suivre les conventions bibliographiques. Il est recommandé d'utiliser les modèles {{Ouvrage}}, {{Chapitre}}, {{Article}}, {{Lien web}} et/ou {{Bibliographie}}. Le mode d'édition visuel peut mettre en forme automatiquement les références.
- Insérer une infobox (cadre d'informations à droite) n'est pas obligatoire pour parachever la mise en page.

Pour une aide détaillée, merci de consulter Aide:Wikification.
Si vous pensez que ces points ont été résolus, vous pouvez retirer ce bandeau et améliorer la mise en forme d'un autre article.
 (avril 2020).

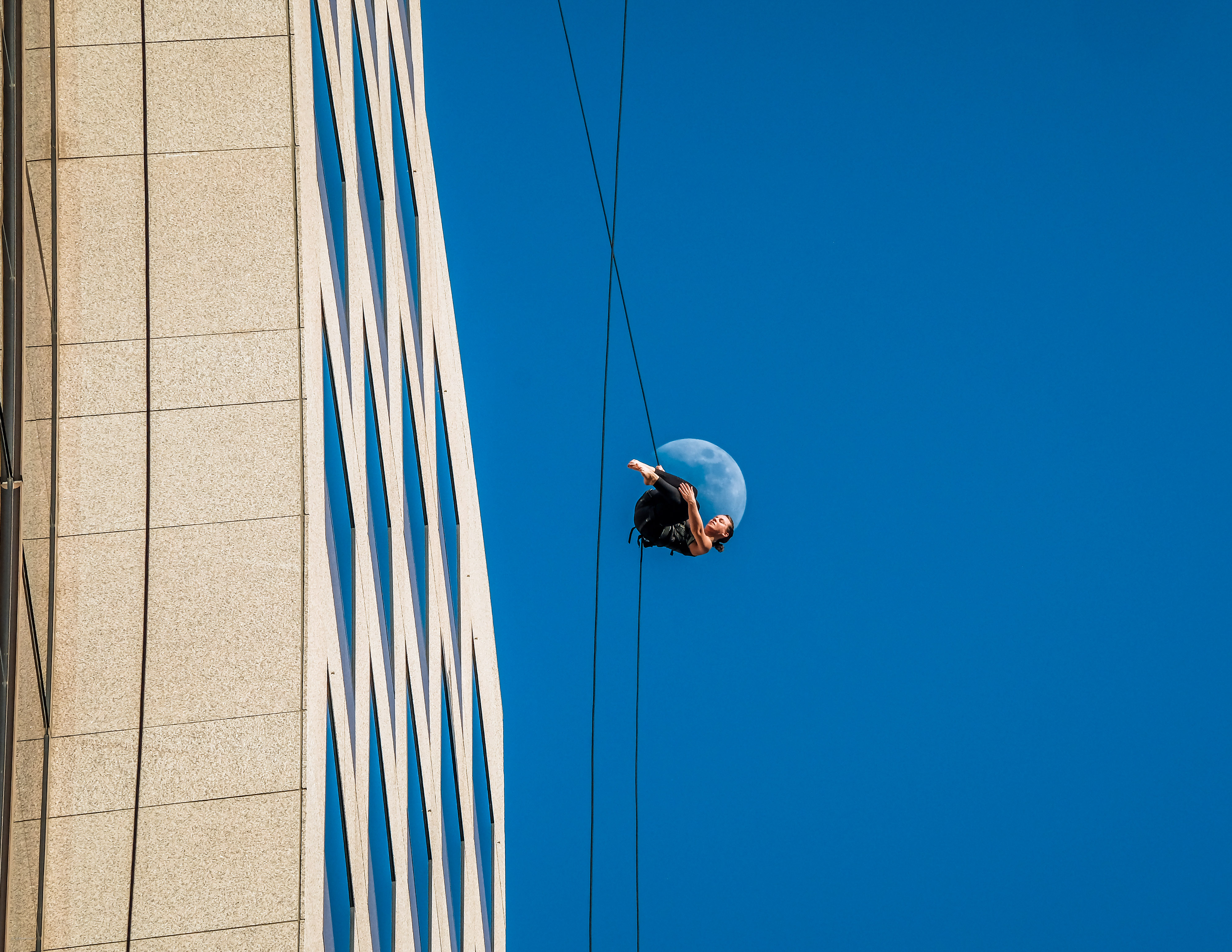
Danse verticale

La danse aérienne est un mouvement reconnu pour la première fois aux États-Unis dans les années 1970. La chorégraphie intègre un agrès qui est souvent suspendu au plafond, permettant aux interprètes d'explorer l'espace en trois dimensions. La possibilité d'incorporer des mouvements sur le plan vertical permet des innovations dans la recherche chorégraphique et esthétique. 

## Aperçu
Il existe deux types de danse aérienne. En danse verticale, un danseur est suspendu dans un harnais à une corde ou à un câble et explore la différence de gravité, d'apesanteur et l'ensemble des possibilités de mouvements offerts par l'état de suspension. Dans le deuxième type, un danseur ou un acrobate explore et exploite l'utilisation du sol ou du mur avec son agrès aérien. Le premier utilise la force et l'expression de la danse dans une nouvelle spatialité pour communiquer des états de corps différents et des idées chorégraphiques contemporaines. Dans le second, l'artiste utilise son agrès pour développer des chorégraphies et des prouesses acrobatiques à la croisée de la danse et des arts du cirque contemporain. En fonction de leurs influences et de leurs formations les artistes joueront plus dans le registre chorégraphique ou acrobatique.  

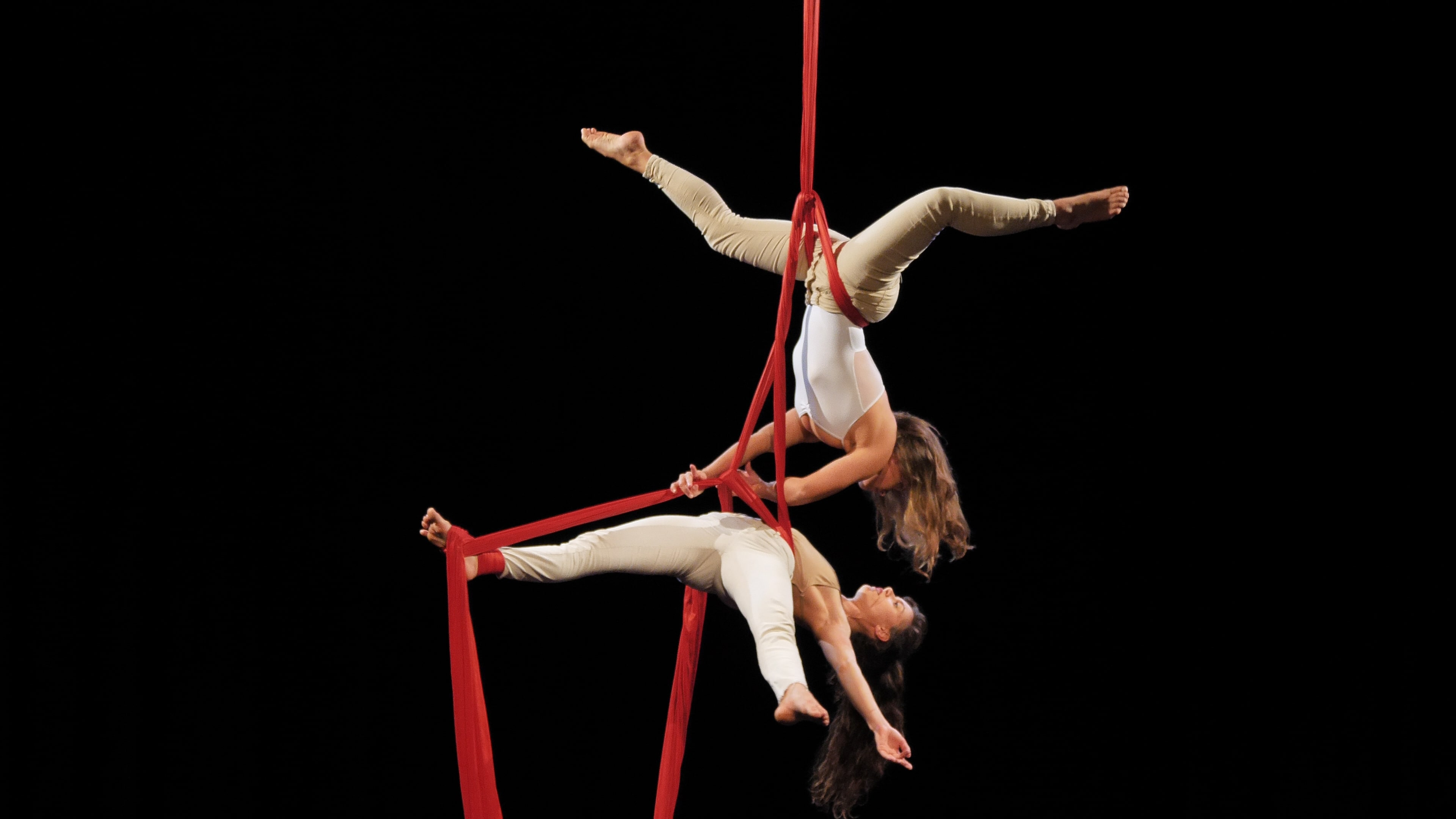
Drapés aériens, duo

Trisha Brown est reconnue comme l'une des chorégraphes fondatrices de la danse aérienne. Elle a qualifié ses danses (1968-1971) de "pièces d'équipement". Ce ne sont pas des pièces « dansantes », mais en plaçant les artistes sur le mur latéral, Brown illustre la chorégraphie du mouvement quotidien. Elle a notamment été la première chorégraphe à suspendre les danseurs en l'air. Elle a chorégraphié plusieurs pièces au sol, certaines impliquant la vidéoprojection et le multimédia, en utilisant des surfaces en l'air et contre un mur de manière innovante. 
À la fin des années 90, une troupe argentine de danse aérienne nommée De La Guarda a acquis une notoriété à Londres pour son spectacle combinant art de la performance et danse aérienne. La troupe n'est plus en tournée, mais certains membres précédents ont lancé une nouvelle compagnie appelée Cuerda Producciones qui continue de créer des pièces de théâtre de danse aérienne. 

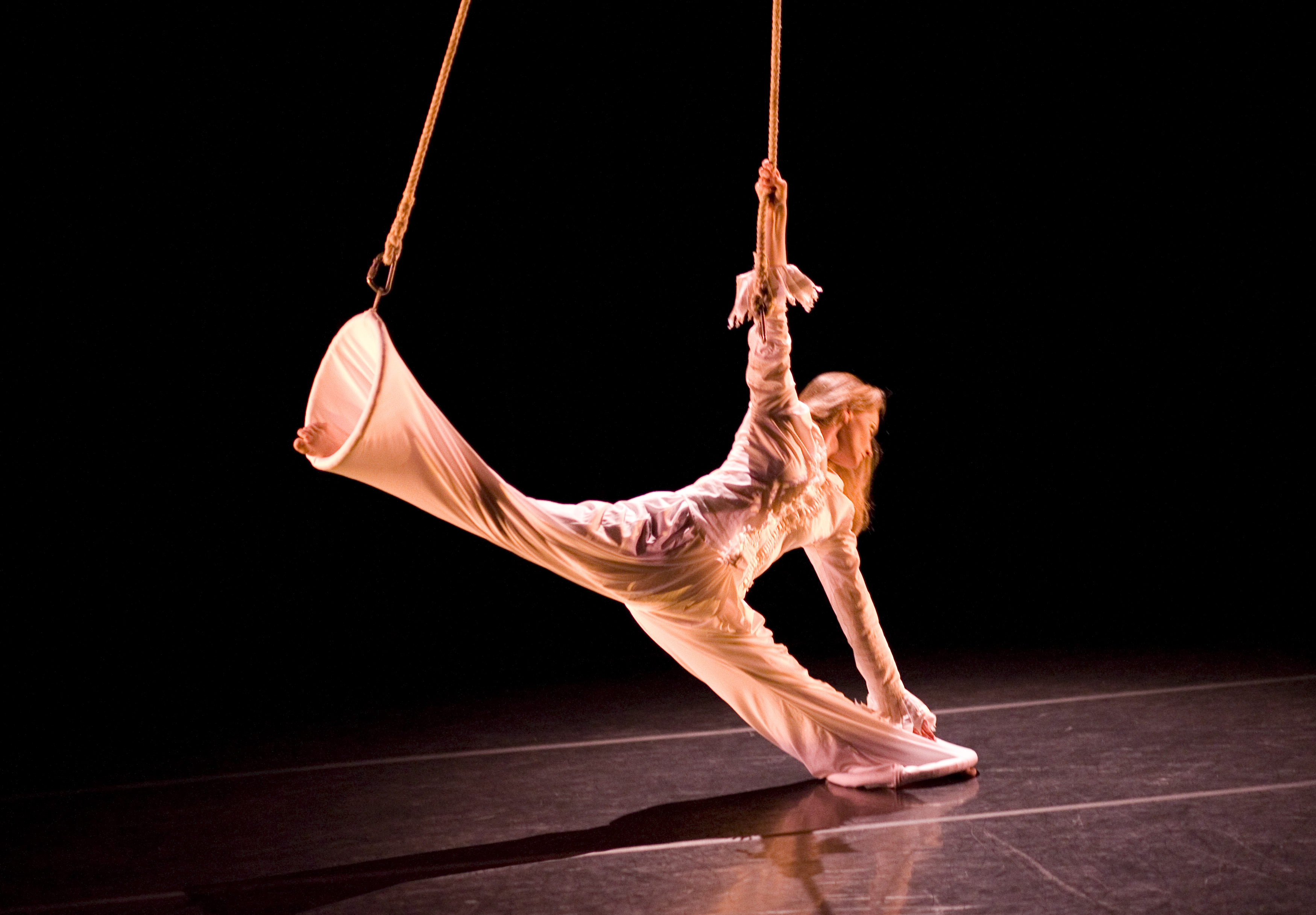
pantalon suspendu Fred Deb'

Wanda Moretti, en Italie, crée un réseau de danse verticale visant à collecter des connaissances pour les artistes et les professionnels du domaine. Wanda Moretti dit: «Depuis ses débuts il y a 30 ans, la danse verticale a évolué à partir des multiples pratiques et influences de ses premiers instigateurs. Elle est née du désir d'explorer l'espace, l'environnement et de devenir un lieu où tout était possible. » 
L'agrès utilisé est un partenaire à part entière qui a son propre mouvement, il change la façon dont un danseur doit se déplacer en réponse au rythme proposé. L'introduction d'un nouvel élément modifie l'équilibre, le centre et l'orientation du danseur dans l'espace. Des festivals de danse aérienne se développent au travers le monde ou des danseurs aériens, des circassiens, des grimpeurs... des artistes et amoureux du genre se réunissent chaque année pour des rencontres, des ateliers, des échanges autour des disciplines : à Boulder, au Colorado, en Irlande, en Grande-Bretagne, en France et en Italie, plus généralement en Europe et dans le monde. 
Une autre influence précoce sur la danse moderne aérienne, Terry Sendgraff, est crédité d'avoir inventé le trapèze « motricité ». Terry Sendgraff a joué, chorégraphié et enseigné activement dans la région de la baie de San Francisco au début des années 1970, jusqu'à ce qu'elle annonce sa retraite en 2005 à l'âge de 70 ans. Le trapèze danse est né de l'exploration d'un trapèze de cirque descendu au ras du sol et accroché en un seul point de suspension, lui permettant ainsi des rotations, des spirales, des suspensions en ligne droite et en cercle.

## Ateliers

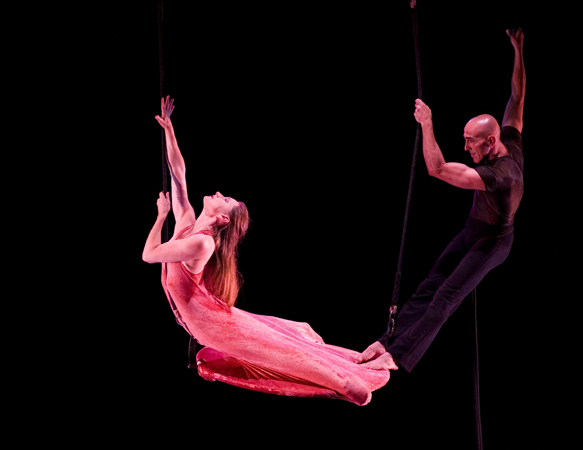
the woman in the moon, cie Drapés Aériens

À Boulder, Frequent Flyers Productions produit le Festival de danse aérienne qui a lieu chaque année depuis sa création en juillet 1999. Ici, des ateliers, des performances et des discussions rassemblent chaque été des danseurs, des gymnastes et du cirque à Brighton, en Angleterre. 
En Italie, Wanda Moretti a amené la discipline de la danse contemporaine sur une scène verticale. La performance de la Compagnie se distingue des autres par les détails de la chorégraphie et l'harmonie du mouvement, éléments typiques de la danse classique. La danse aérienne est une forme d'art incroyablement exigeante qui nécessite un haut niveau de force, de puissance, de flexibilité, de courage et de grâce pour s'exercer. 

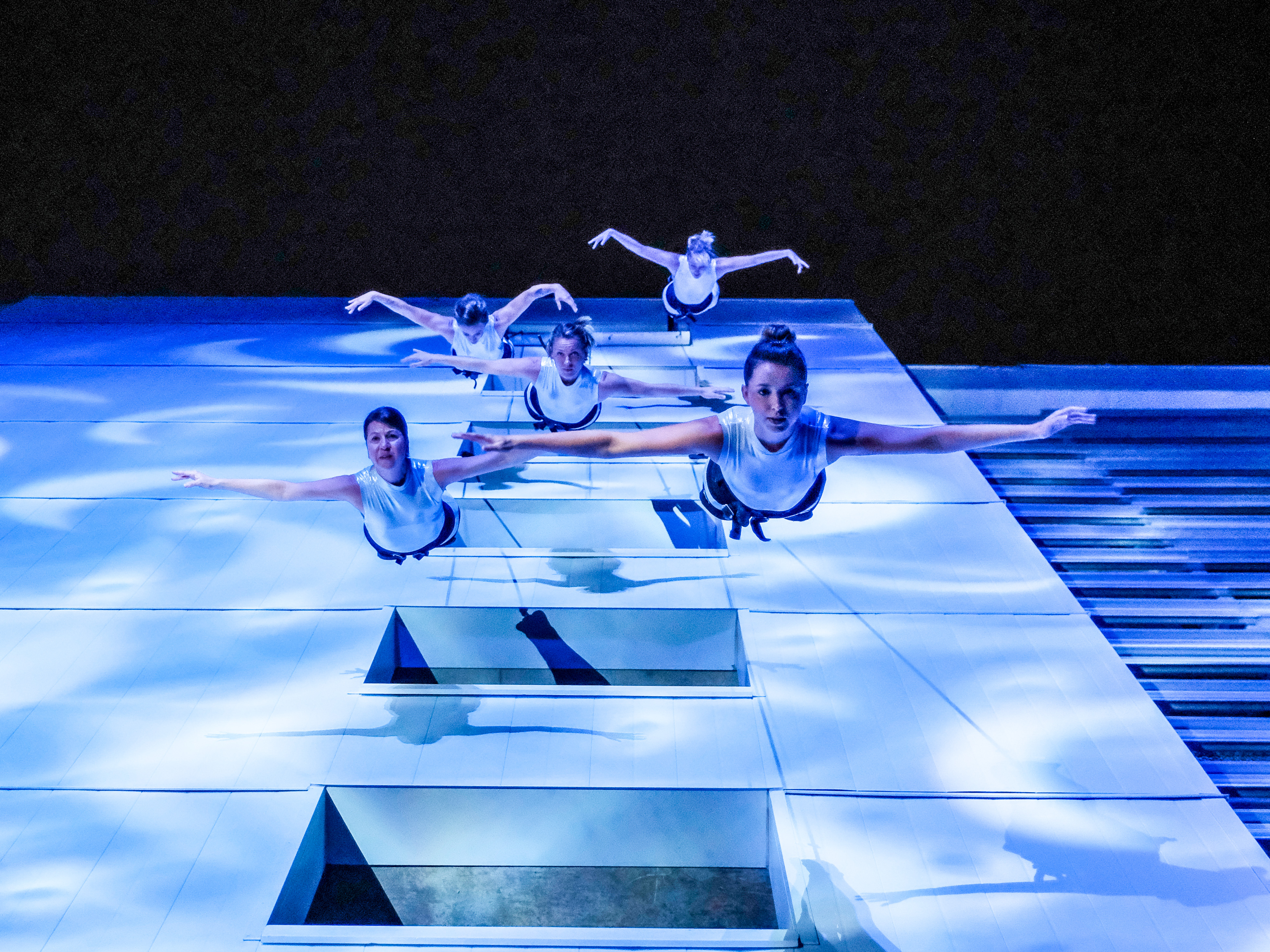
Performance de danse verticale

D'autres exemples de danse aérienne sont les œuvres spécifiques de Joanna Haigood de Zaccho Dance Theatre, de Amelia Rudolph de " Project Bandaloop ", ou encore, Blue Lapis Light de Sally Jacques et enfin Karen A. Fuhrman de Grounded Aerial. Le travail de Haigood est basé sur une recherche minutieuse de l'histoire, de l'architecture et de l'impact sociétal des espaces trouvés, et sur la traduction de ces souvenirs dans les mouvements effectués dans cet espace. Le projet Bandaloop combine l'escalade et la danse dans des spectacles qui escaladent et/ou descendent des canyons, des parois rocheuses et de hauts bâtiments à travers le monde. Des vidéos de leur travail en extérieur sont parfois intégrées dans des performances en salle, projetées sur des écrans ou des trampolines derrière les danseurs sur scène. Blue Lapis Light utilise plusieurs agrès, tels que le tissu aérien, les harnais ou les élastiques pour créer des danses sous des ponts, des immeubles, des hôtels et d'autres espaces extérieurs. 